# Baureihe VT 18.16
Baureihe VT 1816 – niemiecki spalinowy zespół trakcyjny produkowany w NRD w latach 1963–1968 dla kolei wschodnioniemieckich.
W VEB Waggonbau Görlitz wyprodukowanych zostało osiem zespołów wagonowych trakcyjnych. Pierwszy zespół trakcyjny został zaprezentowany na wiosennych Targach Lipskich w 1963 r.
Spalinowe zespoły trakcyjne eksploatowano do prowadzenia międzynarodowych pociągów pasażerskich, w tym do prowadzenia luksusowych pociągów ekspresowych kursujących do Czechosłowacji.
Jeden zespół wagonowy zachowano jako eksponat muzealny na stacji Berlin Lichtenberg.